# 3M6 Smel

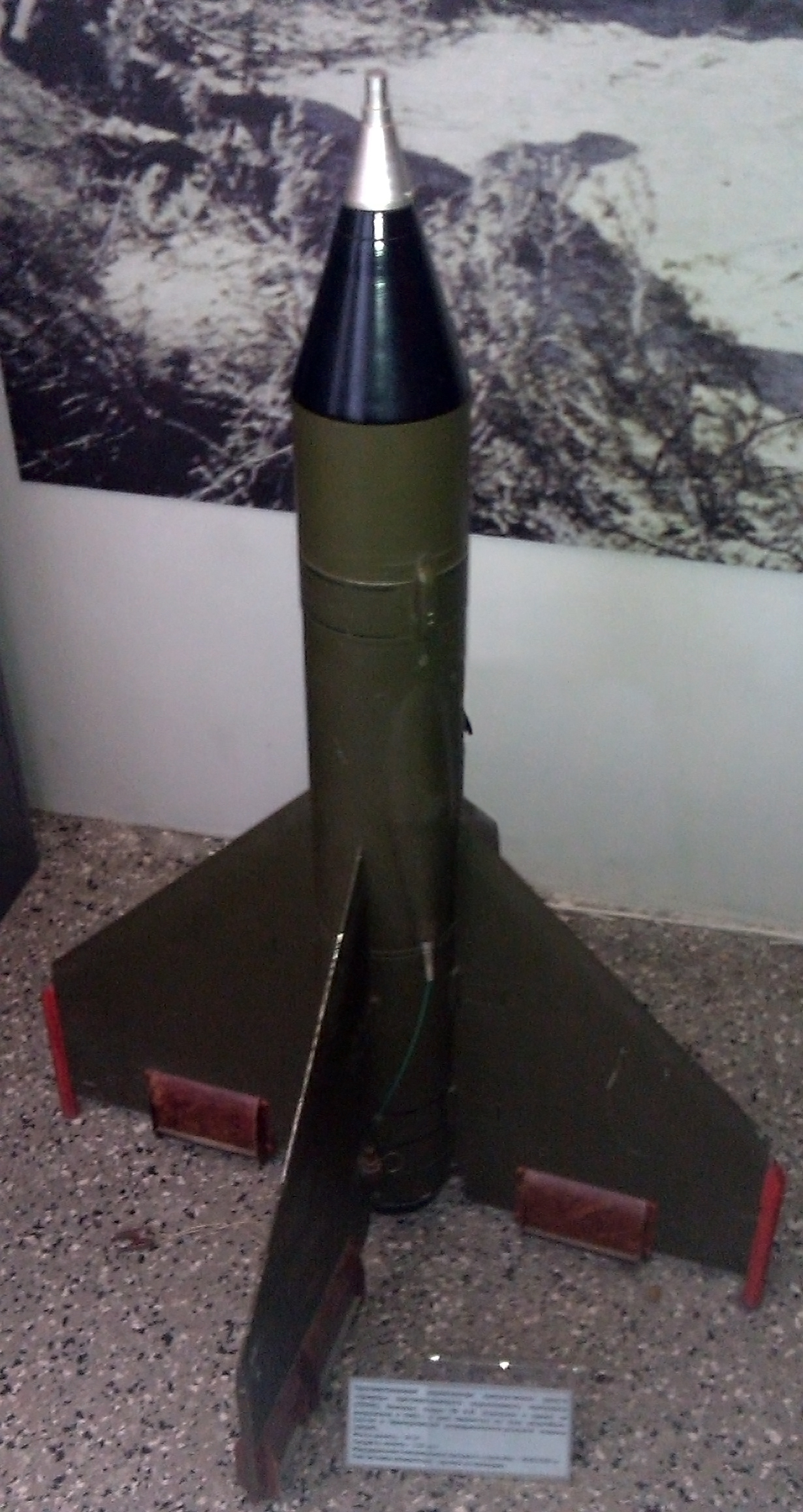
3M3 Smel páncéltörő rakéta

A 3M6 Smel (NATO-kódja: AT–1 Snapper) a Szovjetunió első irányított páncéltörő rakétája, amelyet az 1950-es évek végén fejlesztettek ki. Terepjáróra és páncélozott járműre telepítve használták. A gépesített lövészezredeknél egy-egy páncéltörő ütegbe szervezve alkalmazták.

## Története
A Szovjetunióban a irányított páncéltörő fegyverekre csak azt követően fordítottak nagyobb figyelmet, hogy Franciaország eredményesen alkalmazta az SS.10 típusú rakétáit az 1956-os szuezi válság során. A Szovjetunió Minisztertanácsa 1957. május 27-én hozott határozatot az irányított páncéltörő fegyverek kifejlesztéséről, és a Moszkva közelében található Kolomnában működő SZKB (később KBM) tervezőirodát bízták meg a fejlesztőmunkával. A tervezőmunkát Borisz Ivanovics Savirin irányította. Az első ballisztikus kísérleteket már 1958 áprilisában végrehajtották a Smelnek elnevezett rakétával, majd még az év nyarán végrehajtották az első irányított indításokat. 1959. augusztus 28-án a rakétát bemutatták a hadsereg felső vezetésének, 1960. augusztus 1-jén pedig döntöttek a páncéltörő rakéta rendszeresítéséről, amely a Szovjet Hadseregben a 3M6 GRAU-kódot kapta. A nyilvánosság előtt 1963-ban mutatták be. A rakéta sorozatgyártása 1961 és 1966 között folyt.

## A rakéta

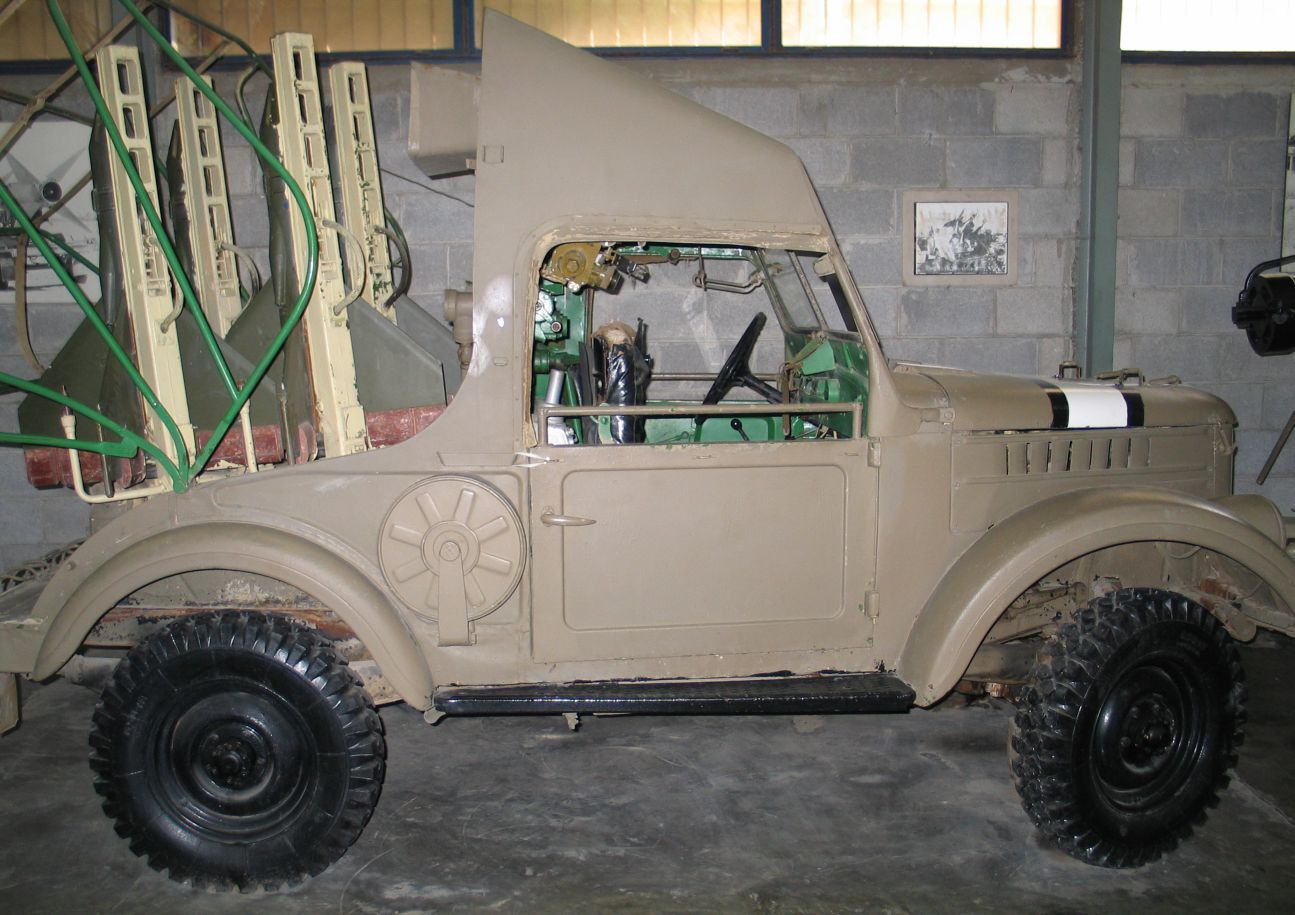
Smel páncéltörő rakéta GAZ–69-ből kialakított járművön

Vezérsík nélküli kialakítású. A rakéta viszonylag nagy méretű, trapéz alakú stabilizátor szárnyakkal rendelkezik, amelyek nyilazási szöge 45°-os. Irányítása aerodinamikai elven működik. A szárnyak kilépőélén elhelyezett kormányművekben egy 10 Hz-el rezgő lemez helyezkedik el. A lemez elektromágnessel behúzható, ekkor megváltozik a szárnyon ébredő nyomás.
A rakétatörzs hátsó felében helyezkedik el a kétrészes, szilárd hajtóanyagú rakétahajtómű, amely a menethajtóműből és a köré épített indító hajtóműből áll. Kialakítása olyan, hogy induláskor az indulótömeg súlyánál tízszer nagyobb tolóerőt biztosít a stabil repüléshez, majd az utazósebességet elérve kisebb tolóerővel működik a hajtómű. A menethajtómű hagyományos, tömör kialakítású, henger alakú, amelynek a hátsó felülete ég. Az indító fokozat szilárd töltetei a menethajtómű fúvócsöve körül helyezkednek el, és indulásnál a menethajtómű fúvócsöve körül található 12 db kis fúvókán távoznak az égéstermékek. Az indító hajtómű gyors kiégése után már csak a menethajtómű működik. 
A kumulatív harci rész a rakéta orr-részében helyezkedik el. Páncélátütő képessége 380 mm. A harci részt a célban mechanikus csapódó gyújtó indítja.
A rakéta vezetékes parancsközlő távirányítású. A vezetékek két dobon helyezkednek el, hosszuk 2500 m. A rakéta giroszkóppal rendelkezik, ezek indítás előtti felpörgetése az indítóberendezés külső áramforrásával történt, repülés közben már külön motor nem működteti a giroszkópot. Indítás után a rakéta rendszerei számára a fedélzeti akkumulátor biztosít elektromos energiát.
A kormányparancsokat az irányzó a vezérlőberendezésétől a rakétáról repülés közben lefutó vékony vezetéken kapja. Az irányzó vizuálisan követi repülés közben a rakétát és a célhoz viszonyított helyzete alapján egy kis botkormány segítségével irányítja a célra. Ez a módszer nehézkes, és képzett, gyakorlott kezelőszemélyzetet igényel. A manuális irányítási mód miatt a rakéta pontossága korlátozott.
A rakéta fogyatékosságai közé tartozott az alacsony, 90–110 m/s-os utazósebesség. A 2000 m-es maximális hatótávolságot ekkora sebességgel kb. 20 mp alatt tehette meg a rakéta. A rakétaindítást felfedezve ennyi idő alatt a cél számára kitérő manőverek végrehajtásával jó esély maradt a túlélésre.

## A 2K15 Smel páncéltörő rendszer
A 2K15 páncéltörő rendszer a 3M6 Smel rakéták GAZ–69 terepjáróból kialakított, 2P26 jelű járműre telepített változata. A terepjáró hátsó részén négy rakéta számára alakítottak ki indítósínt. A rakétákat álló helyzetben szállította a jármű, és ponyvával fedték a terepjáró hátsó részét. A rendszer tűzkésszé tétele során a ponyvás borítást hátrahajtották és a rakétákat hordozó síneket kifordították. A rakéták indítása és irányítása a járműből, vagy a jármű mellől, a kitelepített irányítóberendezéssel történt. A rendszer kezelőszemélyzete két főből állt. 

## A 9K16 Smel páncéltörő rendszer

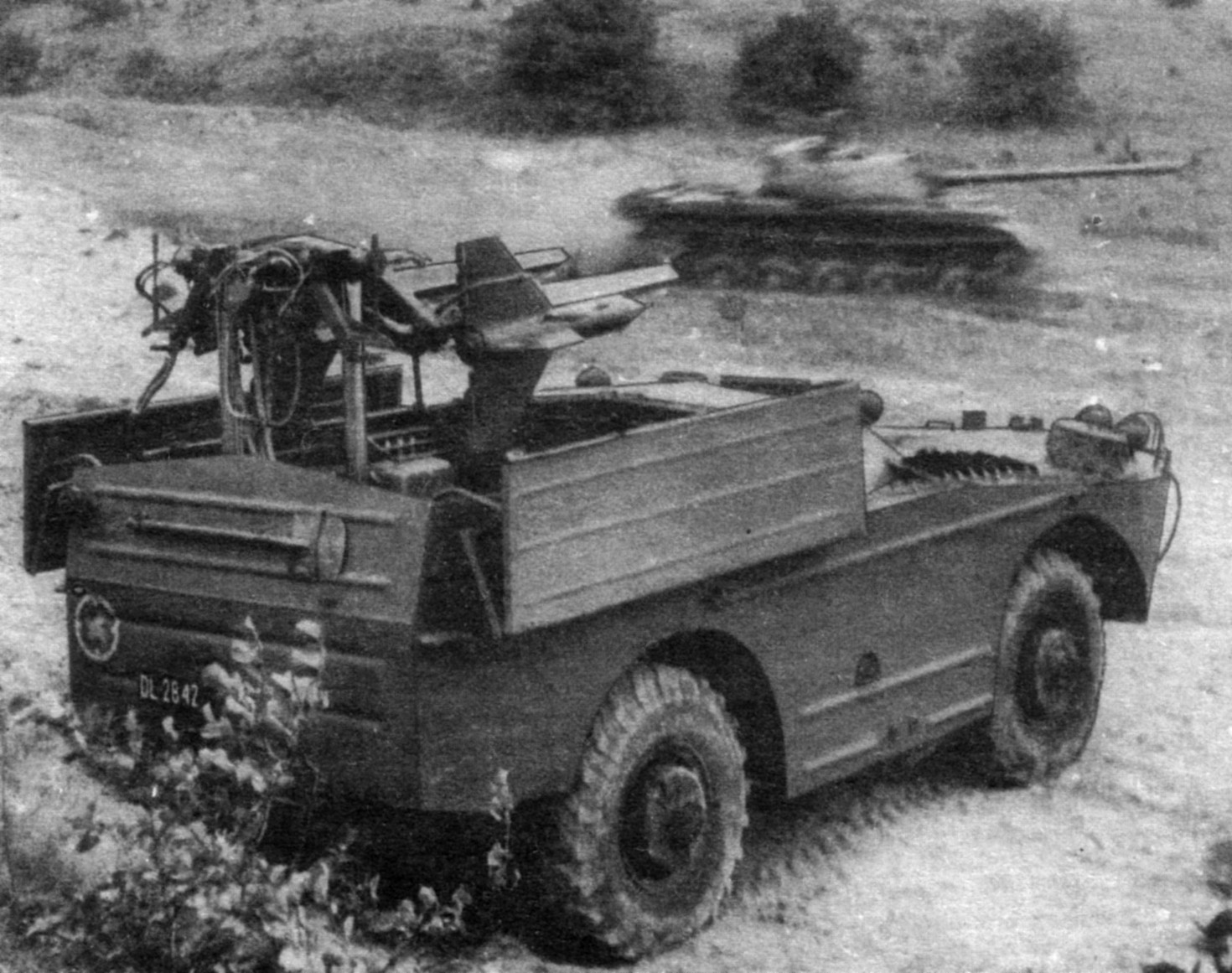
A 9K16 páncéltörő rendszer 3M6 Smel rakétákkal

Az 1964-ben rendszeresített 9K16 páncéltörő rakétarendszer a 2K15-nél lényegesen hatékonyabb volt. A páncélvédett, úszóképes jármű terepjáró képessége sokkal jobb volt, mint a GAZ–69 terepjáróé. A Smel rakétákat a BRDM–1 páncélozott felderítő járműből kialakított 2P27 jelű járműbe építették be. A három rakétát befogadó indítósínek számára a jármű hátsó részén alakítottak ki helyet, amelyet két, oldalra nyitható páncélozott ajtó zárt. Menetben a rakétákat a páncéltestbe süllyesztve szállították. Alkalmazásukhoz a két zárófedelet kinyitották és egy hidraulikus szerkezet kiemelte az indítóberendezést. A rendszer kétfős kezelőszemélyzete a jármű elülső részében foglalt helyet.

## Alkalmazása
Harci alkalmazására az 1967-es hatnapos háborúban került sor. Az egyiptomi csapatoknál a rakétarendszer BRDM–1 alvázra telepített változatát (9K16) használták. 25%-os találati arány mellett dokumentálhatóan 1 (egy) izraeli harckocsit semmisítettek meg a Smel páncéltörő rakétával.
A páncéltörő rendszert a Varsói Szerződés hadseregei, köztük a Magyar Néphadsereg is rendszeresítette. Egyes országokban még az 1970-es években is rendszerben állt.
Észak-Koreában 1975-től gyártották a rakéták másolatát.

## Műszaki adatok
- Hossz: 1150 mm
- Fesztáv: 750 mm
- Induló tömeg: 22,5 kg
- Utazósebesség: 90–110 m/s
- Hatótávolság: 2000 m
- Harci rész: 5,4 kg, kumulatív
- Páncélátütő képesség: 380 mm